# Astragalus canadensis
Espèce
Classification APG III (2009)
Astragalus canadensis est une espèce de plantes à fleurs de la famille des Fabaceae originaire d’Amérique du Nord.

## Description
Cette astragale est une plante buissonnante pérenne.

## Répartition et habitat
Elle pousse à l’état natif en Amérique du Nord, aux États-Unis et au Canada.

## Nomenclature et systématique
Cette espèce a reçu d'autres appellations, synonymes mais non valides :
- Astragalus carolinianus L.
- Astragalus halei Rydb.
- Astragalus oreophilus Rydb.